# Union List of Artist Names
Union List of Artist Names (ULAN) är en online-databas som omfattar hundratusentals namn och annan information om konstnärer. Namnuppgifter i ULAN kan omfatta tilltalsnamn, pseudonymer, stavningsalternativ, namn på olika språk och tidigare använda tilltalsnamn. Ett av namnen är indikerat som rekommenderat namn att använda om personen.
ULAN är strukturerat som en synonymordbok enligt ISO- och NISO-standarder för uppbyggnad av ordböcker. Den innehåller samband avseende hierarki, likheter och associativa förhållanden.
Posterna avser konstnärer. Sådana kan vara enstaka personer eller grupper av konstnärer, vilka arbetar ihop som arbetsenheter. År 2014 finns omkring 120.000 konstnärer förtecknade. Till en konstnärs post länkas andra namn, konstnärer med ett förhållande till denne, datakällor samt kommentarer. Ambitionen är att täcka alla tidsåldar och alla länder. Konstnärsbegreppet inkluderar i första hand bildkonstnärer och arkitekter, men också vissa permancekonstnärer. ULAN är en av de databaser som används av Wikidata.

ULAN började utvecklas 1984, när Getty Foundation i Los Angeles i USA beslöt att slå samman de olika elektroniska katalogiseringssystem som stiftelsen då använde. Den ägs och förvaltas av Gettystiftelsen.
Även om strukturen i databasen en är förhållandevis platt, är ULAN till sin konstruktion en hierarkisk databas.